# Théâtre des Deux Ânes
Ne doit pas être confondu avec Les Trois Baudets.
Le théâtre des Deux Ânes est une salle de spectacle parisienne d'une capacité de 300 places construite en 1922 au 100, boulevard de Clichy (18e arrondissement) dans laquelle est perpétuée la tradition montmartroise des cabarets de chansonniers. Le théâtre est dirigé depuis 1995 par l'humoriste Jacques Mailhot.
La façade sur le boulevard et l'élévation de la salle font l’objet d'une inscription au titre des monuments historiques depuis le 25 juin 1991.
A l'emplacement du théâtre des Deux Ânes plusieurs établissements avaient auparavant été exploités et fréquemment rebaptisés, de 1910 à 1922, par leurs différents propriétaires ou directeurs. 

## Historique

### Les établissements antérieurs (1910-1922)
En 1910 un cabaretier venu de province, Stein, accroche son enseigne à La Truie qui file sur la devanture de son établissement, sis à l'emplacement du futur théâtre des Deux Ânes. Située sur le boulevard de Clichy, à l'écart du quartier habituel des cabarets montmartrois, l'affaire est un échec. 
Elle est rapidement reprise par un nouveau propriétaire qui transforme le lieu en cabaret « dans le genre sensationnel » et le rebaptise d'abord taverne des Truands, puis cabaret des Truands dit aussi de l'Araignée. « Elle déconcerte beaucoup » écrit Georges Roy à propos de la taverne des Truands « mais n'effraye personne. Elle s'inscrit dans la lignée des boites excentriques du Montmartre nocturne, à la suite des trois classiques: le Ciel, l'Enfer et le Néant. Comme eux, elle prétend offrir aux visiteurs des émotions fortes ». L'auteur confirme également qu'elle est aussi appelle Cabaret de l'Araignée ; sobriquet certainement dû à sa curieuse façade où figure, au milieu d'une multitude de figures épouvantables traités en haut-relief, une araignée tissant sa toile. Ce cabaret a une existence aussi éphémère que celui de Stein.
Devenu Cabaret du Porc-épic, il est exploité par le directeur de revue Maurice Millereau (dit Mérall, 1873-1935) qui crée alors un spectacle assuré en partie par de jeunes chansonniers comme Saint-Granier, Pierre Dac et Gaston Gabaroche.
Peu après, le parolier William Burtey remplace Mérall et renomme le cabaret L'Épatant avant de laisser la place, pendant la Première Guerre mondiale, à un nouveau directeur (le poète prolétarien Tristan Rémy) et à une nouvelle enseigne, Les Truands[réf. nécessaire]. 
Revendu une nouvelle fois, le bâtiment abrite un théâtre de marionnettes. 

### Le Théâtre des Deux Ânes depuis 1922
En 1922, la bâtisse est rachetée par le journaliste André Dahl associé à Roger Ferréol, fondateur du théâtre de Dix Heures. Grâce au soutien du journal Le Merle blanc qui fournit les fonds nécessaires, la construction d'un nouveau théâtre est alors confié à Charles Million, mais les deux directeurs ne parviennent pas à lui trouver un nom. « Pour ne rien trouver, faut-il que nous soyons deux ânes ! », dit alors Dalh, inventant ainsi la nouvelle enseigne du cabaret dont José de Bérys devient secrétaire général.
En 1928, Alibert prend la direction du théâtre des Deux Ânes, dont le succès se confirme progressivement. Sa devise devient « Bien braire et laisser rire ». Au fil des décennies, il accueille les chansonniers les plus en vue de l'époque comme Pierre Dac, Jean Rigaux, René Dorin, Champi, Robert Rocca, Jacques Grello, Pierre-Jean Vaillard, Anne-Marie Carrière, Maurice Horgues, Christian Vebel, Roméo Carles, Jacques Bodoin et Jean Poiret
En mars 1995, le successeur d'Alibert, Jean Herbert, passe la main à l'humoriste Jacques Mailhot, qui lui donne une impulsion nouvelle, relance la revue d'actualité et fait appel à de nouveaux talents.
Des personnalités comme Jean Amadou, Laurent Gerra, Pierre Douglas, Michel Guidoni ,Thierry Rocher, Régis Mailhot, Pierre-Yves Noël, Jean Roucas y sont des habitués. L'humoriste Patrick Font fait un retour sur scène en 2007 et Florence Brunold crée à la rentrée 2008 un pastiche de la candidate Ségolène Royal.
En 2010, cinquante théâtres privés de Paris réunis au sein de l’Association pour le soutien du théâtre privé (ASTP) et du Syndicat national des directeurs et tourneurs du théâtre privé (SNDTP), dont le théâtre des Deux Ânes, décident de se renforcer grâce à une nouvelle enseigne, symbole du modèle historique du théâtre privé : les “Théâtres parisiens associés”

## Spectacles
En 2013, le spectacle principal des Deux Ânes, Flamby le Magnifique, réunit sur scène, lors de plus de deux cent cinquante représentations, Michel Guidoni, Jean Roucas, Jacques Mailhot, Jean-Pierre Marville, Florence Brunold et Émilie Anne-Charlotte.

### Sources
1. ↑  Parfois improprement libellé « théâtre des 2 Ânes », reprenant le nom tel qu'il figure sur la marquise de l'entrée, où il a été volontairement raccourci par manque d'espace.
2. ↑  Notice no PA00086760, sur la plateforme ouverte du patrimoine, base Mérimée, ministère français de la Culture
3. 1 2  Georges Roy, Paris en cartes postales anciennes - Butte Montmartre, 1973.
4. ↑  Jacques Hillairet, Dictionnaire historique des rues de Paris, t. 1, Éditions de Minuit, 1963, Modèle:Pp.359.
5. ↑  Carte postale intitulée Taverne des Truands (XVIIIe arrt.), Boulevard de Clichy, collection F. Fleury, reférence 1304 (voir en ligne sur le site cparama.com), consulté le 28 avril 2020.
6. ↑  Le Théâtre des Deux Ânes - Théâtres parisiens associés

- VIAF
- BnF (données)
- IdRef